# Alfred Sturtevant
Alfred Henry Sturtevant (Jacksonville (Illinois), 21 de novembro de 1891 — 5 de abril de 1970) foi um geneticista estadunidense.
Sturtevant delineou o primeiro mapa genético de um cromossoma em 1913. Durante a sua carreira, trabalhou com o organismo modelo Drosophila melanogaster, juntamente com Thomas Hunt Morgan.

## Publicações
- The linear arrangement of six sex-linked factors in Drosophila, as shown by their mode of association. Journal of Experimental Zoology, 14: 43-59, 1913
- A History of Genetics. Cold Spring Harbor Laboratory Press. Edição electrónica